# التقييم المعتمد على الأدلة
يشير التقييم المعتمد على الأدلة إلى استخدام البحث والنظرية من أجل التوجيه لاختيار كل ما هو بناء، وذلك كي يتم استخدامه من أجل تقييم أهداف معينة ولمعرفة الطرق والقياسات المستخدمة في عملية التقييم. يتضمن ذلك ضرورة إدراك أن عملية التقييم تعتمد بشكل أساسي على مهمة اتخاذ القرار التي من خلالها يقوم بصياغة  واختبار الفرضيات عن طريق تجميع البيانات التي قد تكون غير كاملة و لكن مترابطة. وينطبق ذلك على البيانات ذات القياسات النفسية القائمة على أسس قوية. وقد تم تأسيس هذا التقييم لمساعدة الأطباء على اتخاذ القرارات الإكلينيكية بشكل كامل الإدراك وغير متحيز. ويعد التقييم المعتمد على الأدلة هو نقلة أكبر للممارسات القائمة على الأدلة.
تم عرض هذا التقييم في مجال الطب وفي مجالات أخرى، وخاصة مجال الطب النفسي السريري. كما تم اتخاذ هذا التقييم كطريقة اختبار لتحديد القرارات الإكلينيكية وأقرت مراجعة كوتشران بمدى فاعلية طرق التقييم المعتمدة على الأدلة.